# Days in the Wake
Days in the Wake är det andra albumet av Palace Brothers, utgivet 1994. Will Oldham spelar gitarr och sjunger på skivan. Days in the Wake räknas numera som en renodlad Will Oldham-skiva.

## Låtlista
1. "You Will Miss Me When I Burn" – 3:18
2. "Pushkin" – 2:52
3. "Come a Little Dog" – 2:18
4. "I Send My Love to You" – 2:16
5. "Meaulnes" – 2:27
6. "No More Workhorse Blues" – 3:29
7. "All Is Grace" – 1:34
8. "Whither Thou Goest" – 2:02
9. "(Thou Without) Partner" – 4:03
10. "I Am a Cinematographer" – 2:36